# Henri Tribout de Morembert
Pour les articles homonymes, voir Tribout (homonymie).
Henri Tribout de Morembert, né le 1er avril 1912  à Paris 18e et mort le 25 août 1996 à Metz, est un érudit français.
Conservateur du patrimoine, il a été président de l'Académie de Metz et de la Société d'histoire et d'archéologie de la Lorraine.

## Biographie
Spécialiste de l'histoire de la Lorraine et de l'histoire religieuse, Henri Tribout est nommé, du fait de ses travaux, bibliothécaire archiviste de la ville de Metz. Conservateur du patrimoine, il est, pendant de longues années, directeur des services d'archives de la ville de Metz. Après avoir postulé à trois reprises à l'Académie nationale de Metz, il est reçu en 1961. Il est élu président de l'Académie de Metz de 1973 à 1976 et de 1979 à 1982. Il sera aussi président de la Société d'histoire et d'archéologie de la Lorraine, de 1969 à 1979. Il a également collaboré au Dictionnaire de biographie française (1977-1991).

## Publications partielles
- « Une Famille d'artistes : les Poerson de Vic-sur-Seille à Metz et à Paris », Les Cahiers lorrains (d), 1996.
- « Un des joyaux du Musée de Metz, le retable d'Aragon (1495) », Académie Nationale de Metz, 1995.
- Hommes illustres de Lorraine, Éditions S.A.E.P, 1982.
- Sainte-Thérèse de l’Enfant-Jésus à Metz : histoire d'une paroisse et d'une église, Imprimerie Reinert, 1980.
- Église Sainte Thérèse Metz : 1925-1980, 1980.
- « La Vie culturelle à Metz dans l'empire carolingien, 1979.
- « Le Temporel de l'abbaye de Longeville-lès-Saint-Avold au Moyen Âge. Société d'histoire et d'archéologie de la Lorraine, 1977.
- « Le Contrat de mariage d'Adrien Poynet, secrétaire d'État du cardinal de Lorraine (Vic, 1590) », 1977.
- « Allocution d'ouverture du Colloque sur l'Est mosellan », Le Lorrain, 1976.
- Les Juifs de Metz et de Lorraine (1791-1795), Toulouse, E. Privat, 1976.
- « L'Académie de Metz il y a deux siècles… : séance du 6 novembre 1975 », Le Lorrain, 1976.
- « Deux petits fils de Ligier Richier, sculpteurs à Metz au XVIIe siècle : Jean Richier et Toussaint Hainzelin », Le Pays lorrain, Nancy, Berger-Levrault, vol. 57, no 4,‎ 1976, p. 209-17.
- La Conversion d'Elisabeth de Streiff au catholicisme (1661), 1976.
- Inventaire des joyaux et ornements de la paroisse Saint-Martin de Metz (1640), 1976.
- Les Hommes célèbres de Lorraine. Éditions Mars et Mercure, 1975.
- Les Hommes célèbres de Lorraine de la fin du XVIIIe siècle à nos jours, éd. Mars et Mercure, 1975.
- « Les Messins aux années saintes (1300-1775) : discours à la séance solennelle du 7 novembre 1974 », Le Lorrain, 1975.
- Les Juifs de Metz et les taxations abusives sous l'Ancien Régime, I. M. P., 1975.
- « Allocution à l'ouverture du colloque Barrès », Le Lorrain, 1975.
- « Le Cardinal Pierre de Luxembourg, évêque de Metz », 1975.
- « Euchaire de Ramberviller, lieutenant général du bailliage de Vic », Annales de l'Est, 1975.
- « L’Académie de Metz il y a deux siècles », 1975.
- Villes et villages de Lorraine, Éditions Mars et Mercure, 1974.
- « Est-il des moyens de rendre les juifs plus utiles et plus heureux ? », Le Lorrain, 1974.
- L'Université de Pont-à-Mousson et la controverse protestante, Berger-Levrault, 1974.
- Villes et villages de Lorraine, Ed. Mars et Mercure, 1974.
- « Allocution à l'ouverture du colloque Barrès (Barrès à Metz) », 1974.
- L'Hôtel de Burtaigne, place des Charrons, 1974.
- Le Testament de Léonard Camelin : curé de Buchy (1545), 1974.
- Artistes et artisans de Vic-sur-Seille au XVIIe siècle, 1974.
- Les Églises de Lorraine. Éditions Mars et Mercure, 1973.
- « Un épisode de la guerre entre le duc de Lorraine [Ferri III] et l’évêque de Metz [Bouchard d’Avesnes]. La bataille de Beuvaignessous-Belrain [1286] », Les Cahiers lorrains, 1930, p. 163-165.
- « La guerre entre les évêques de Metz et les ducs de Lorraine. Renaud de Bar et Thiébaut II », Les Cahiers lorrains, 1931, p. 44-46.
- « Les Sept de la guerre [magistrature militaire créé à Metz en 1324] », Les Cahiers lorrains, 1931, p. 46-49.
- « Le gouvernement du Commun [1327] », Les Cahiers lorrains, 1931, p. 117-120.
- « L’abbé Grégoire à la Constituante et à la Convention », Les Cahiers lorrains, 1931, p. 143-147.
- « Un émigré messin : l’abbé Thiébaut », Les Cahiers lorrains, 1932, p. 57-60.
- « Henri Dauphin, évêque de Metz », Les Cahiers lorrains, 1932, p. 90-92 et 119-125.
- « Une lettre inédite de Martin Meurisse », Les Cahiers lorrains, 1933, p. 24-25.
- « Lettre de Colbert à J. Briois, au sujet de la carte des Trois-Évêchés », Les Cahiers lorrains, 1933, p. 41.
- « Les sceaux de J. des Porcellets de Maillane, évêque de Toul », Les Cahiers lorrains, 1934, p. 129-132.
- « Rôle de la Compagnie de Monsieur d’Iche (1620 ?) », Les Cahiers lorrains, 1935, p. 54-56.
- « Un savant messin, M. Ferry, professeur à l’École d’Artillerie », Les Cahiers lorrains, 1936, p. 114-119.
- « L’acte de baptême de Lazare Lévi, juif [de Montigny] originaire de Londres », Les Cahiers lorrains, 1956, p. 31-32.
- « Les armoiries de Pierre-Ernest de Créhange et de Marie de Mansfeld [dans l’ancienne

chapelle des comtes de Créhange à Saint-Avold] », Les Cahiers lorrains, 1951, p. 29-31.
- « Charles de Bretagne, abbé de Villers-Bettnach [1669-1683] », Les Cahiers lorrains, 1952, p. 33.
- « Une ancienne famille de Vic-sur-Seille. Les Lançon », Les Cahiers lorrains, 1955, p. 71-73.
- « Une famille d’ancienne bourgeoisie messine : les Mary », Les Cahiers lorrains, 1956, p. 71-75.
- « Le bienheureux Léon-Ignace Mangin (1857-1900) et ses ascendances messines. La famille Mangin », Les Cahiers lorrains, 1957, p. 14-18.
- « Un retable flamand du musée de Metz : l’Adoration des Mages », Les Cahiers lorrains, 1958, 1, p. 8-10.
- « Un retable flamand au musée de Metz : l’Adoration des Mages. Note complémentaire », Les Cahiers lorrains, 1964, p. 47-49.
- « La famille Choumert (de Morhange) et ses illustrations depuis trois siècles », Les Cahiers lorrains, 1959, p. 38-43.
- « Le mariage clandestin du marquis de Croisera à Many (1791) », Les Cahiers lorrains, 1960, p. 6-7.
- « Familles d’ancienne bourgeoisie messine : Perolle et Evrard », Les Cahiers lorrains, 1961, p. 8-11.
- « Madame de Staël à Metz en 1803 », Les Cahiers lorrains, 1961, p. 20-21.
- « La famille du conventionnel Hentz (1650-1950) », Les Cahiers lorrains, 1961, p. 55-58.
- « Le Conventionnel Becker et sa famille », Les Cahiers lorrains, 1962, p. 8-10.
- « In memoriam : Robert Schuman, 1886-1963 », Les Cahiers lorrains, 1963, p. 97-98.
- « Ex-libris messins. Robert Schuman et Émile Morhain », Les Cahiers lorrains, 1964, p. 97-99.
- « Un Messin à l’Ile Maurice au XVIIIe siècle [Jean d’Aubigny, chirurgien] », Les Cahiers lorrains, 1965, p. 123-125.
- « L’histoire des rois mages de Jean de Hildesheim. À propos de l’édition de Gratius Ortwinus », 1966, p. 68-70.
- « Le général Humbert de Fercourt, commandant de l’école d’artillerie de Mayence (1813-1814) », Les Cahiers lorrains, 1966, p. 75-78.
- « La réception d’un Frère dans l’ordre de Saint-Antoine de Viennois », Les Cahiers lorrains, 1966, p. 99-102.
- « Une gloire méconnue de Saint-Avold. Le peintre J.-V[alentin]. Metzinger (1699-1759) », Les Cahiers lorrains, 1967, p. 12-16.
- « Olry de Blamont, évêque élu de Metz (1459) », Les Cahiers lorrains, 1967, p. 97-100.
- « Alexandre-Henri de Villers et les Lettres d’un inconnu », Les Cahiers lorrains, 1967, p. 115-118.
- « La découverte à Metz d’un plafond du XVe siècle », Les Cahiers lorrains, 1968, p. 65-67.
- « Une réintégration de noblesse en 1759. Jacques d’Hillerin de la Grange, capitaine au royal infanterie à Metz », Les Cahiers lorrains, 1968, p. 116-118.
- « Une famille rhénane implantée en Lorraine, les barons de Westphalen », Les Cahiers lorrains, 1969, p. 47-50.
- « Les Van der Noot, architectes de la ville de Metz (1834-1866) », Les Cahiers lorrains, 1970, p. 11-15.
- « Orfèvres et graveurs messins des XVIe et XVIIe siècles », Les Cahiers lorrains, 1970, p. 97-101.
- « Le testament du pasteur Paul Ferry (juin 1666) », Les Cahiers lorrains, 1971, p. 14-19.
- « Baptêmes de cloches à Fonteny au XVIIIe siècle », Les Cahiers lorrains, 1971, p. 111-112.
- « Le coutumier de Thicourt (1551) », Les Cahiers lorrains, 1972, p. 69-73.
- « Un illustre enfant de Faulquemont, Nicolas-Justin Poirier », Les Cahiers lorrains, 1972, p. 105-107.
- « Artistes et artisans de Vic-sur-Seille au XVIIe siècle », Les Cahiers lorrains, 1974, p. 47-52.
- « Le testament de Léonard Camelin, curé de Buchy (1545) », Les Cahiers lorrains, 1974, p. 111-114.
- « Familles d’ancienne bourgeoisie messine. Les Gardeur-Lebrun », Les Cahiers lorrains, 1975, p. 104-107.
- « La conversion d’Élisabeth de Streiff au catholicisme (1661) », Les Cahiers lorrains, 1976, p. 14-18.
- « Le Décès en 1773 d’un nègre maître de danse », Les Cahiers lorrains, 1976, p. 21.
- « Inventaire des joyaux et ornements de la paroisse Saint-Martin de Metz (1640) », Les Cahiers lorrains, 1976, p. 107-109.
- « Le contrat de mariage d’Adrian Poynet, secrétaire d’État du Cardinal de Lorraine (Vic, 1590) », Les Cahiers lorrains, 1977, p. 78-80.
- « Deux anciennes chansons messines (XVIIe – XVIIIe siècle) », Les Cahiers lorrains, 1978, p. 6-7.
- « Un contrat d’apprenti-chirurgien à Vic (1590) », Les Cahiers lorrains, 1978, p. 87-88.
- « Les mariages du pasteur Paul Ferry », Les Cahiers lorrains, 1980, p. 106-108.
- « Jean de Heppe, seigneur de Brouville et de Germiny, ambassadeur de Suède prés la Cour de France », Les Cahiers lorrains, 1981, p. 237-247.
- « Nouvelles recherches sur Georges de La Tour », Les Cahiers lorrains, 1992, p. 475-487.
- « Une famille d’artistes : les Poërson, de Vic-sur-Seille à Metz et Paris », Les Cahiers lorrains, 1996, p. 21-46.